# プラザ (さいたま市)
プラザは、埼玉県さいたま市西区の町名。現行行政地名はプラザのみ。丁目を持たない単独町名である。住居表示実施地区。さいたま市内で唯一カタカナ表記の町字である。郵便番号は331-0063。

## 地理
さいたま市西区中央の新川（旧入間川）沿いの沖積平野に位置する。北側には大宮台地（指扇支台）の崖線が伸びる。東側で大字指扇に、南側で大字佐知川に、西側で大字西遊馬や大字二ツ宮の飛地に、北側で大字土屋に接する。地区の西側から南側を新川支流の土屋川が流れる。東急不動産によって1970年代に大規模住宅開発が行われ、「プラザ」と命名して分譲した。区画街路には曲線が多く導入されている。開発当時付近は農地であったため、突如住宅街が現れる光景が広がっていた。大宮駅までは3 kmほど離れており、バス路線が主要な交通手段となる。住宅開発後、大字が入り乱れ支障をきたしていたことから、プラザという地名に変更された。現在ではプラザの地域の外でも宅地化が進んでいる。

### 地価
住宅地の地価は、2021年（令和3年）1月1日の公示地価によれば、プラザ417番22（住居表示はプラザ23番5号）の地点で11万6000円/m2となっている。

## 歴史
- 1971年（昭和46年）4月3日　大宮プラーザ団地が販売開始[9]。
- 1984年（昭和59年）6月1日 - 住居表示実施により、大宮市大字指扇・大字西遊馬・大字土屋・大字二ツ宮・大字飯田・大字佐知川の各一部からプラザが成立[10][11]。旧大宮市内で住居表示が実施されたのは、プラザと春野一丁目 - 三丁目のみである[4]。
- 1986年（昭和61年）8月1日 - 大字指扇の一部がプラザに編入される[12]。
- 2001年（平成13年）5月1日 - 浦和市・大宮市・与野市が合併し、さいたま市が発足。同市の町名となる。
- 2003年（平成15年）4月1日 - さいたま市が政令指定都市に移行し、同市西区の町名となる。

## 世帯数と人口
2019年（平成31年）1月1日時点の世帯数と人口は以下の通りである。
| 町丁   | 世帯数    | 人口    |
| ------ | --------- | ------- |
| プラザ | 1,493世帯 | 3,474人 |

## 小・中学校の学区
市立小・中学校に通う場合、学区（校区）は以下の通りとなる。
| 区域                 | 小学校               | 中学校                 |
| -------------------- | -------------------- | ---------------------- |
| 28 - 92番 101・102番 | さいたま市立栄小学校 | さいたま市立馬宮中学校 |
| 上記以外             | さいたま市立栄小学校 | さいたま市立土屋中学校 |

## 交通

### 鉄道
地区内に鉄道は敷設されていない。最寄り駅は川越線指扇駅であり、プラザ417番22（住居表示はプラザ23番5号）の地点よりおよそ1.6 km離れている。

### 道路
地区内に国道、および主要地方道・県道は通っていない。大谷場高木線が東部をかすめるように都市計画決定されているが、未整備となっている。
- プラザ中央通り
- プラザ公園通り
- アカシヤ通り

### バス
地区内には路線バスがなく、コミュニティバスのみの運行となっている。地区の北方を通る埼玉県道2号さいたま春日部線に西武バスの「新屋敷」停留所がある。
さいたま市コミュニティバス
地区内は市民医療センターから川越線指扇駅を経由して同線西大宮駅に至る西区コミュニティバスが通り、「アカシヤ通り」、「プラザ中央」停留所が設置されている。なお、「プラザ南」停留所は大字佐知川に位置する。

## 施設
- 大宮プラザ郵便局
- 大宮プラザ自治会館
- 大宮プラザポンプ場
- 埼玉りそな銀行指扇支店
- 愛徳幼稚園
- プラザ中央公園
- プラザ中央北公園
- プラザ1号公園
- プラザ2号公園
- プラザ3号公園